# 4 Non Blondes
4 Non Blondes var et amerikansk alternativt rockband fra San Francisco, der blev dannet i 1989 og opløst i 1995. Bandet bestod oprindeligt af Christa Hillhouse (bassist), Shaunna Hall (guitarist), Wanda Day (trommeslager) og Linda Perry (vokal), men kort før lanceringen af bandets første album blev Hall erstattet af Roger Rocha og Day af Dawn Richardson. Alle bandets medlemmer var homoseksuelle.
Navnet refererer til, at ingen af bandets medlemmer havde blondt hår.
Bandets eneste album, Bigger, Better, Faster, More! blev lanceret i 1992, og i 1993 slog bandet igennem med sit eneste hit, What's Up, der også blev et stort hit i Danmark, og bl.a. udgivet på samlingerne Absolute Music 4 og Absolute Hits Of The 90's. Albummet solgte Platin i USA og Guld i Storbritannien.
I 1995 gik bandet i opløsning.

## Diskografi

### Studiealbum
| År   | Album detaljer                                                                 | Højeste hitlisteplacerin | Højeste hitlisteplacerin | Højeste hitlisteplacerin | Højeste hitlisteplacerin | Højeste hitlisteplacerin | Højeste hitlisteplacerin | Højeste hitlisteplacerin | Højeste hitlisteplacerin | Højeste hitlisteplacerin | Højeste hitlisteplacerin | Certificeringer                           |
| År   | Album detaljer                                                                 | US                       | AUS                      | AUT                      | GER                      | NLD                      | NO                       | NZ                       | SWE                      | CH                       | UK                       | Certificeringer                           |
| ---- | ------------------------------------------------------------------------------ | ------------------------ | ------------------------ | ------------------------ | ------------------------ | ------------------------ | ------------------------ | ------------------------ | ------------------------ | ------------------------ | ------------------------ | ----------------------------------------- |
| 1992 | Bigger, Better, Faster, More! - Released: October 13, 1992 - Label: Interscope | 13                       | 4                        | 1                        | 1                        | 1                        | 1                        | 10                       | 1                        | 1                        | 4                        | - US: Platinum - GER: 3 × Gold - UK: Gold |

### Live album
- Hello Mr. President (Live in Italy 1993) (1994)

### Singler
| År                         | Titel                | Højeste hitlisteplacerin | Højeste hitlisteplacerin | Højeste hitlisteplacerin | Højeste hitlisteplacerin | Højeste hitlisteplacerin | Højeste hitlisteplacerin | Højeste hitlisteplacerin | Højeste hitlisteplacerin | Højeste hitlisteplacerin | Højeste hitlisteplacerin | Højeste hitlisteplacerin | Højeste hitlisteplacerin | Album                         |
| År                         | Titel                | US                       | AUS                      | AUT                      | BEL                      | FRA                      | GER                      | NLD                      | NOR                      | NZ                       | SWE                      | SWI                      | UK                       | Album                         |
| -------------------------- | -------------------- | ------------------------ | ------------------------ | ------------------------ | ------------------------ | ------------------------ | ------------------------ | ------------------------ | ------------------------ | ------------------------ | ------------------------ | ------------------------ | ------------------------ | ----------------------------- |
| 1992                       | "Dear Mr. President" | —                        | —                        | —                        | —                        | —                        | —                        | —                        | —                        | 40                       | —                        | —                        | —                        | Bigger, Better, Faster, More! |
| 1993                       | "What's Up?"         | 14                       | 2                        | 1                        | 1                        | 3                        | 1                        | 1                        | 1                        | 2                        | 1                        | 1                        | 2                        | Bigger, Better, Faster, More! |
| 1993                       | "Spaceman"           | —                        | —                        | 19                       | 24                       | —                        | 28                       | 25                       | —                        | 23                       | —                        | 18                       | 53                       | Bigger, Better, Faster, More! |
| 1993                       | "Mary's House"       | —                        | —                        | —                        | —                        | —                        | —                        | —                        | —                        | —                        | —                        | —                        | —                        | Bigger, Better, Faster, More! |
| 1994                       | "I'm the One"        | —                        | —                        | —                        | —                        | —                        | —                        | —                        | —                        | —                        | —                        | —                        | —                        | Airheads soundtrack           |
| 1994                       | "Superfly"           | —                        | —                        | —                        | —                        | —                        | —                        | —                        | —                        | —                        | —                        | —                        | —                        | Bigger, Better, Faster, More! |
| 1995                       | "Misty Mountain Hop" | —                        | —                        | —                        | —                        | —                        | —                        | —                        | —                        | —                        | —                        | —                        | —                        | Encomium                      |
| "—" Nåede ikke hitlisterne |                      |                          |                          |                          |                          |                          |                          |                          |                          |                          |                          |                          |                          |                               |